# Lista de álbuns da Total Nonstop Action Wrestling
Esta é uma lista dos álbuns de estúdio lançados pela empresa de luta profissional Total Nonstop Action Wrestling (TNA) desde sua fundação no ano de 2002.

## NWA: TNA The Music Vol. 1
NWA: TNA The Music, vol. 1 foi o primeiro dos dois CDs lançados da NWA: TNA, no início de 2003. Porque a TNA não foi capazes de fazer um acordo com grandes distribuidores, devido à sua falta de popularidade e publicidade global no momento, estes CDs não estavam disponíveis nas lojas e em vez vendido exclusivamente em seu site. Todas essas músicas foram escritas e compostas pelo músico da TNA, Dale Oliver. Este foi sucedido por um segundo álbum mais tarde nesse ano, seguindo a tendência de exclusividade mesmo que este volume.
Os temas de A.J. Styles e Jeff Jarrett foram mais tarde re-lançados no 3rd Degree Burns: The Music of TNA Wrestling Vol. I, o lançamento do primeiro álbum solo da TNA, depois de se separar da National Wrestling Alliance.

### Faixas
1. "Champion" (Curt Hennig)
2. "Knock You Down" (Dançarinos da TNA)
3. "I Am" (A.J. Styles)
4. "Flyin' to Graceland" (Jorge Estrada)
5. "Marvelous Me" (Scott Hall)
6. "My World" (Jeff Jarrett)
7. "War Neck" (Harris Brothers)
8. "Lions Den" (Ken Shamrock)
9. "Take You Under" (The New Church)
10. "S.E.X. Sells" (S.E.X.)

## NWA: TNA The Music, Vol. 2
NWA: TNA The Music, vol. 2 foi o segundo CD lançado da NWA: TNA, no final de 2003. Como NWA: TNA The Music, vol. 1, não estava disponível nas lojas e tinha que ser comprado no site da TNA. Todas as faixas foram compostas pelo músico da TNA, Dale Oliver.

### Faixas
1. "My World" (Remix) (Jeff Jarrett)
2. "3 Live K" (3Live Kru)
3. "Guilty" (America's Most Wanted)
4. "Down with the Brown" (D'Lo Brown)
5. "I Am" (Phenomenal Remix) (A.J. Styles)
6. "KK Rocks" (Kid Kash)
7. "Y'alla Never Forget" (Elix Skipper)
8. "Funk With" (New York Connection)
9. "Down in the Catacombs" (Abyss)
10. "Symphonic Anarchy" (Legend)
11. "TNA Theme"
12. "Scream" (Raven)
13. "Deep" (Shane Douglas)
14. "Snap This" (Justin Credible)
15. "XXX Gonna Give It" (Triple X)
16. "F.U. System" (Vince Russo)
17. "Machine" (Michael Shane)
18. "Modern Oz" (Chris Sabin)
19. "Skinn" (Sonny Siaki)
20. "Dodging Bullets" (com Goldy Locks) (Trinity)

## 3rd Degree Burns: The Music of TNA Wrestling, Vol. 1
3rd Degree Burns: The Music of TNA Wrestling, Vol. 1  foi o terceiro CD lançado pela Total Nonstop Action Wrestling em 21 de novembro de 2006, com a música de entrada de lutadoras da TNA , bem como "prequelas" de faixas do pay per view Victory Road 2006.

### Faixas
1. "Prequela" (Sting)
2. "Slay Me" (Sting)
3. "No More Fears" (Robert Roode)
4. "Prequela" (Samoa Joe)
5. "Crush You Up" (Samoa Joe)
6. "Society Box" (Christy Hemme)
7. "Stampede" (Rhino)
8. "Prequela" (Jeff Jarrett)
9. "My World" (Jeff Jarrett)
10. "I Am" (A.J. Styles)
11. "Prequela" (Raven)
12. "Scream" (Raven)
13. "Paparazzi/Up Yours" (Alex Shelley)
14. "Prequela" (Abyss)
15. "Down in the Catacombs" (Abyss)
16. "Guilty" (America's Most Wanted)
17. "Eat Me" (Shark Boy)
18. "Nobody Moves" (James Gang)
19. "Unstoppable" (Gail Kim)
20. "Prequela" (Christian Cage)
21. "Take Over" (Christian Cage)
22. "Adrenaline Rush" (Faixa bônus/performance  por Marc Williams e Vernon Kay)

## Meltdown: The Music of TNA Wrestling Volume 2
Meltdown: The Music of TNA Wrestling Volume 2 foi o quarto CD liberado pela Total Nonstop Action Wrestling em 20 de novembro de 2007, com a música de entrada de lutadores da TNA .

### Faixas
1. "To Live and Die in LAX" (The Latin American Xchange)
2. "Canadian Destroyer" (Petey Williams)
3. "1967" (The Motor City Machine Guns)
4. "Black Reign" (Black Reign)
5. "Gold Medal" (Kurt Angle)
6. "We Find the Defendants Guilty" ("Wildcat" Chris Harris)
7. "Pomp and Circumstance/Black Machismo Remix" (Jay Lethal)
8. "Kaz" (Kaz)
9. "Valor" (Lance Hoyt)
10. "Sorry About Your Damn Luck" ("Cowboy" James Storm)
11. "He’s Back" (Pacman Jones)
12. "In My House" (Voodoo Kin Mafia)
13. "Guru" (Sonjay Dutt)
14. "Watch Out, Watch Out" (Team 3D)
15. "Screwed" (Tomko)
16. "Wings of a Fallen Angel" (Christopher Daniels)
17. "God Check" (Frank Wycheck)
18. "Ave Vampire" (Judas Mesias)
19. "TNA Impact! Theme"
20. "Duelin’ Dales (TNA Slammiversary ’07 Cold Open)" (Faixa bônus)

## Emergence: The Music of TNA Wrestling
Emergence: The Music of TNA Wrestling foi o quinto álbum lançado da Total Nonstop Action Wrestling em 12 de novembro de 2009, e está foi a primeira disponível no site TNA ShopTNA.com. O álbum já está disponível no iTunes também.  Cross The Line, Chic Chic Bang Bang, Motorcity e Coming Alive são realizadas pela banda independente de rock AD independente banda de rock AD/AM, enquanto Broken é realizada por Goldy Locks e 5150 é creditada a FILTHEE, grupo independente de rap.

### Faixas
1. "Cross the Line" (Tema para o TNA Impact!)
2. "Chic Chic Bang Bang" (Mick Foley)
3. "The Boss" (Bobby Lashley)
4. "5150" (Homicide)
5. "Broken" (Tara)
6. "The British Invasion"
7. "Te Gusta O No!!" (Hernandez)
8. "Angel on My Shoulder" (The Beautiful People)
9. "Nation of Violence" (Samoa Joe)
10. "Motorcity" (The Motor City Machine Guns)
11. "Main Event Mafia"
12. "Take a Fall" (Beer Money)
13. "Catholi-Funk" (The Pope)
14. "Coming Alive" (Suicide)

## TNA Q4
TNA Q4 foi o sexto álbum lançado pela Total Nonstop Action Wrestling em 21 de novembro de 2012.

### Faixas
1. "Killa Queen (Instrumental)" (Madison Rayne)
2. "Puppets On A String (com letra)" (Gail Kim)
3. "Hot Mess" (Taryn Terrell)
4. "Raging Of The Region" (Austin Aries)
5. "The Beaten Path" (Bully Ray)
6. "Devious" (Bad Influence – Christopher Daniels e Kazarian)
7. "Day Of Rage" (Gunner)
8. "Broken" (Tara)

## TNA Black EP
TNA Black EP foi o sétimo álbum lançado pela Total Nonstop Action Wrestling em 27 de dezembro de 2012.

### Faixas
1. "Brother to Brother" (Joseph Park)
2. "Come On" (Joey Ryan)
3. "Dead Mans Hand (Instrumental)" (Aces & Eights)
4. "Magic Machine" (Kenny King)
5. "Rock Star" (Zema Ion)
6. "Te Kill Ya" (Chavo Guerrero, Jr.)

## TNA Delirium EP
TNA Delirium EP foi o oitavo álbum lançado pela Total Nonstop Action Wrestling em 3 de maio de 2013.

### Faixas
1. "Bad Influence" (Bad Influence)
2. "King of the Ring" (Kenny King)
3. "Loaded Gun" (Garett Bischoff)
4. "Motor City" (The Motor City Machine Guns)
5. "Mr Pectacular" (Jessie Godderz)
6. "Rise Above" (Christian York)
7. "Streets" (Jack Evans)

## TNA Deliver EP
TNA Deliver EP foi o nono álbum lançado pela Total Nonstop Action Wrestling em 18 de novembro de 2013.

### Faixas
1. "Hail Sabin" (Chris Sabin)
2. "Heel for Ya Face" (Lei'D Tapa)
3. "Inner Villian" (T.J. Perkins)
4. "Leather" (Dusty Rhodes)
5. "Puppet on a String (Sword Intro)" (Gail Kim)
6. "The Man in Me (Country Mix)"
7. "Trouble" (Ethan Carter III)
8. "Unhinged" (Angelina Love)